# Shahekou
Shahekou (en chino, 沙河口; pinyin, Shā·Hékǒu) es un distrito urbano bajo la administración directa de la Subprovincia de Dalian, capital provincial de Liaoning, República Popular China. El distrito yace al extremo sur de la Península de Liaodong con una altitud promedio de 30 m s. n. m., ubicada en el centro financiero de la ciudad. Su área es de 38 km² y su población total para 2010 superó los 650 mil habitantes. 

## Administración
El distrito de Shahekou se divide en 7 pueblos que se administran en  subdistritos.
- Xi'an Road (西安路街道)
- Chunliu (春柳街道)
- Malan  (马栏街道)
- Nanshahekou (南沙河口街道)
- Heishijiao (黑石礁街道)
- Lijia (李家街道)
- Xinghaiwan (星海湾街道)

## Toponimia
El topónimo Shahekou [/Sha-Jekóu/] comenzó en tiempos modernos. En la dinastía Ming, este lugar era la 'desembocadura' (河口 Hekou) del río Sha (沙), de ahí su nombre.
En 1899, el Imperio Ruso estableció una ciudad en Qingniwa, entonces llamada Ciudad Daliniy (en ruso: Дальний, que significa lejos), y estableció tres distritos: Shijie, Laohutan y Shahekou .